# Serranópolis do Iguaçu
Serranópolis do Iguaçu este un oraș în Paraná (PR), Brazilia.